# Nicolae Birăescu
Nicolae Birăescu  a fost un deputat în Marea Adunare Națională de la Alba Iulia, organismul legislativ reprezentativ al „tuturor românilor din Transilvania, Banat și Țara Ungurească”, cel care a adoptat hotărârea privind Unirea Transilvaniei cu România, la 1 decembrie 1918.

## Biografie
Nicolae Birăescu a fost un avocat român.

## Activitate politică
A fost delegat la Marea Adunare Națională de la Alba Iulia din partea cercului Bocșa Română, județul Caraș Severin.